# Valsery
Valsery est une localité de Cœuvres-et-Valsery et une ancienne commune française, située dans le département de l'Aisne en région Hauts-de-France.

## Histoire
La commune de Valsery a été créée lors de la Révolution française. Le 29 mai 1830, elle est supprimée par ordonnance et elle fusionne avec la commune voisine de Cœuvres. La nouvelle entité prend le nom de Cœuvres-et-Valsery.

## Administration
Jusqu'à sa fusion avec Cœuvres en 1830, la commune faisait partie du canton de Vic-sur-Aisne dans le département de l'Aisne. Elle appartenait aussi à l'arrondissement de Soissons depuis 1801 et au district de Soissons entre 1790 et 1795. La liste des maires de Valsery est :
| Période                                  | Période | Identité | Étiquette | Qualité |
| ---------------------------------------- | ------- | -------- | --------- | ------- |
|                                          |         |          |           |         |
| Les données manquantes sont à compléter. |         |          |           |         |

## Démographie
Jusqu'en 1830, la démographie de Valsery était :
| 1793 | 1800 | 1806 | 1821 |
| ---- | ---- | ---- | ---- |
| 41   | 59   | 61   | 88   |